# 에빈스
에빈스(Evince)는 PDF 형식이나 포스트스크립트 형식의 문서를 그놈 데스크톱 환경에서 읽을 수 있는 소프트웨어이다. 에빈스의 목표는 그놈 환경에서 쓰이는 다양한 문서 보기 프로그램들을 하나의 간단한 프로그램으로 합치는 것이다.
2005년 9월 7일에 그놈 2.12가 배포될 때 포함되었다. 대부분 C로 작성되어 있고, 일부는 C++(poppler 인터페이스)로 작성되어 있다.

## 역사
에빈스는 유지 보수가 힘든 GPdf를 새로 작성하면서 탄생하였다. 곧 에빈스는 GPdf의 기능을 뛰어 넘었으며, 그놈의 기본 포스트스크립트 뷰어가 되었다. 현재 에빈스는 활발히 개발되고 있다.

## 볼 수 있는 파일 형식
에빈스에서는 다음과 같은 파일 형식으로 저장된 파일들을 볼 수 있다.

### 기본 지원 파일 형식
- PDF (poppler 백엔드)
- 포스트스크립트 (고스트스크립트 백엔드)
- TIFF

### 선택 지원 파일 형식
- DVI
- DjVu (DjVuLibre 백엔드)
- ODP (--enable-impress 옵션 필요)
- 그림 파일
- 코믹 북 파일 형식

## 기본 응용 프로그램
현재 에빈스는 Gnome 데스크탑 환경을 기반으로하는 데비안, 우분투 등에서는 PDF 및 TIFF등을 포함하는 광범위한 문서 뷰어로 채택되어 있다. 'Document Viewer'로 재명명 되어 있다.

## 같이 보기
- PDF 소프트웨어 목록